# جلول عزونة
جلول عزونة ولد في 20 جانفي/كانون الثاني 1944 بمدينة منزل تميم، أستاذ جامعي وكاتب تونسي.

## مساره
- درس بمسقط رأسه ثم التعليم الثانوي بالمدرسة الصادقية والتحق بعد حصوله على الباكالوريا بدار المعلمين العليا بالعاصمة التونسية، ثم واصل دراسته بفرنسا.
- درّس بالجامعة التونسية اللغة والآداب الفرنسية.[4][5]

## في الجمعيات
نشط منذ صغره في العديد من الجمعيات وقد تحمل في صلبها العديد من المسؤوليات:
- الشبيبة المدرسية، بصفته مندوبا عن المدرسة الصادقية فيما بين 1962 و1964.
- أحد مؤسسي الشبيبة المدرسية والطالبية بمسقط رأسه عام 1964 وتولى كتابتها العامة إلى عام 1967.
- الاتحاد العام لطلبة تونس: حيث شارك في عدد من مؤتمراته.
- عضو بنادي القصة منذ تأسيسه عام 1964.
- تحمل جلول عزونة عديد المسؤوليات في اتحاد الكتاب التونسيين فيما بين 1986 و1996.
- أسس رابطة الكتاب الأحرار عام 2001، ورغم عدم الاعتراف بها فقد بقي رئيسا لها.

## في السياسة
- انضم إلى طلبة الحزب الاشتراكي الدستوري الحاكم وتولى رئاسة شعبة دار المعلمين العليا. كما تولى الكتابة العامة لشعبة الطلبة بدار تونس بالعاصمة الفرنسية في عام 1970-1971. ثم بعد عودته إلى تونس تولى الكتابة العامة للشعبة الترابية بمسقط رأسه. لينتهي به المطاف بالاستقالة من الحزب عام 1974.
- التحق في تلك السنة بحركة الوحدة الشعبية ثم كان أحد مؤسسي حزب الوحدة الشعبية في جانفي 1981. دخل في نهاية الثمانينات في خلاف مع محمد بلحاج عمر، أمين عام الحزب، الذي تبنى توجه مساند للرئيس زين العابدين بن علي. وفي عام 1988 تولى عزونة الأمانة العامة لمجموعة منشقة إلا أنه لم يعترف بها من قبل السلطات، وفي أغسطس 1989 حكم على عزونة بالسجن لمدة عام بتهمة «المس بكرامة رئيس الدولة» قبل أن يخرج بعفو رئاسي بعد بضعة أشهر. بعد الثورة التونسية، اسس الحزب الشعبي للحرية والتقدم الذي ترشح على رأس قائمته في دائرة نابل 1 متحصلا على 0.91%.

## الكاتب
لجلول عزونة العديد من الكتابات، خاصة وأنه بدأ بالنشر منذ تولى إصدار نشرية بدارالمعلمين العليا. وله ثلاث مجموعات قصصية:
1. ويبقى السؤال، 1981.
2. الخبز والحب والهذيان، 1991.
3. عشقي لمن يبقى؟، 1998.[6]

كما أن له: العار والجراد والقردة (رواية)؛ دراسة عن القصة والرواية بتونس: الفن القصصي، 1990؛ في الموسيقى التونسية؛ منزل تميم تقارع الاستعمار؛ منزل تميم عاصمة الدخلة؛ دراسات حضارية عن تونس؛ متعة الألباب فيما لا يوجد في كتاب، (تحقيق لكتاب التيفاشي القفصي)؛ ديوان سيدي أحمد بن عروس (تحقيق) 2004 وله بالفرنسية: L'attente et autres nouvelles, 2008